# Delta Cephei
Delta Cephei (8 Cep, 8 Cephei) je Bayerovo označení pro čtyřhvězdu nacházející se přibližně 887 světelných let daleko v severním cirkumpolárním souhvězdí Cefea. Její vizuální magnituda je o 0,23 nižší v důsledku absorpce záření způsobené plyny a prachem v mezihvězdném prostoru. Je to prototyp proměnných hvězd zvaných podle ní cefeidy, které procházejí periodickými změnami svítivosti.

## Objev proměnné hvězdy
John Goodricke během roku 1784 objevil Delta Cephei jako proměnnou hvězdu. Popisuje své první pozorování 19. října 1784, po kterém následuje pravidelná řada pozorování po většinu nocí až do 28. prosince. Další pozorování byla učiněna během první poloviny roku 1785, variabilita byla popsána v dopise ze dne 28. června 1785 a formálně zveřejněna 1. ledna 1786. Jednalo se o druhou proměnnou hvězdu tohoto typu, eta Aquilae byla objevena jen o několik týdnů dříve, 10. září 1784.

## Vlastnosti
Delta Cephei je prototypem cepheid a patří také k nejbližším hvězdám tohoto typu ke Slunci, přičemž pouze Polárka je blíže. Její variabilita je způsobena pravidelnými pulzacemi ve vnějších vrstvách hvězdy. Pulzuje mezi velikostmi 3,48 a 4,37 a její spektrální klasifikace se také mění, od přibližně F5 do G3. Doba pulzace je 5,366249 dní, přičemž nárůst na maximum nastává rychleji než následný pokles na minimum.

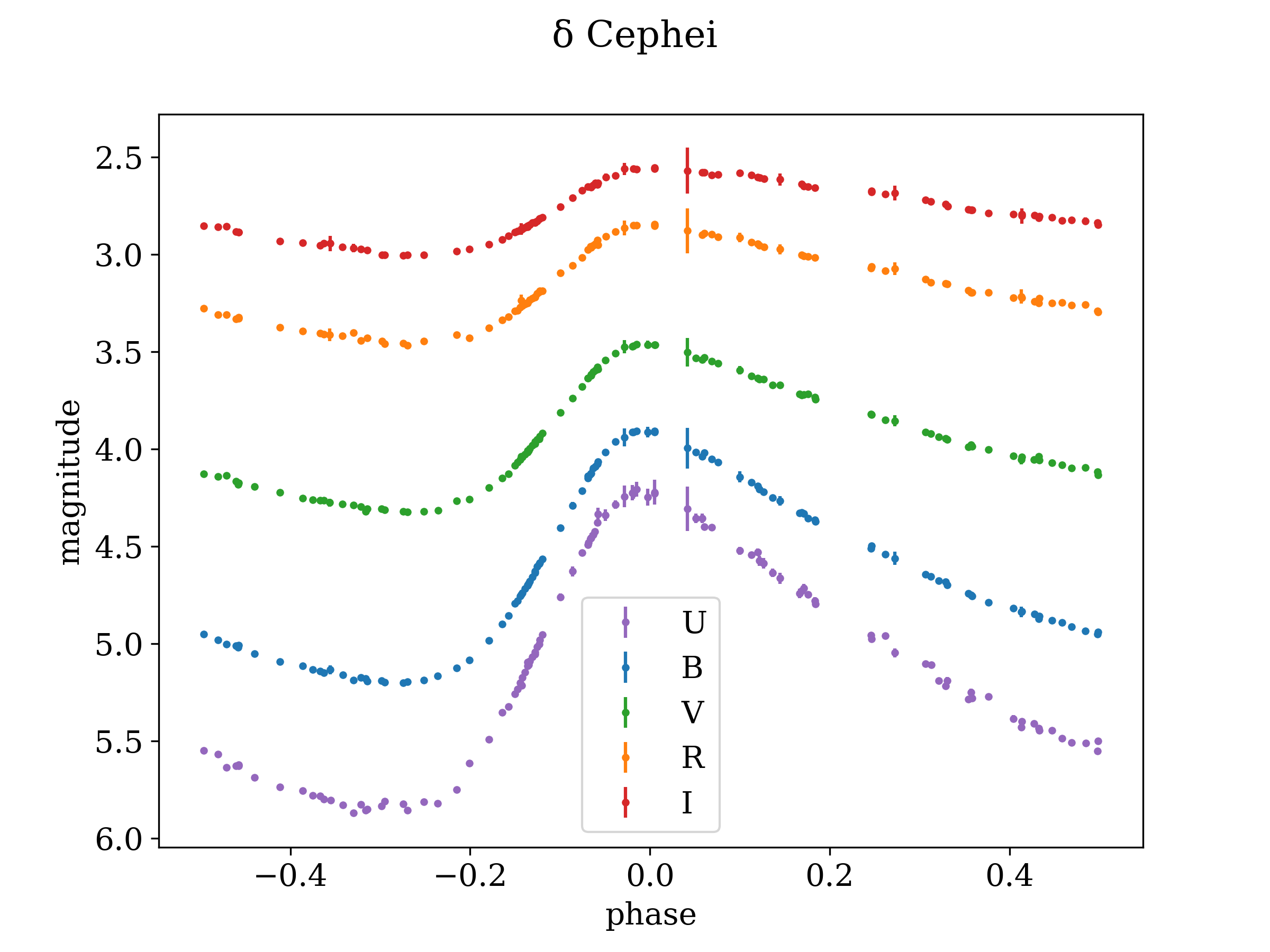
Fázově skládané světelné křivky UBVRI Delta Cephei ukazující velikost a fáze pulzace.

Protože perioda této třídy proměnných hvězd závisí na svítivosti hvězdy, je Delta Cephei obzvláště důležitá jako kalibrátor pro vztah periody a svítivosti, protože její vzdálenost je nyní jednou z nejpřesněji stanovených. Tato přesnost je způsobená částečně díky členství ve hvězdokupě a dostupnosti přesných paralax z Hubblova vesmírného teleskopu a satelitu Hipparcos. V roce 2002 byl proto Hubbleův dalekohled použit ke stanovení vzdálenosti k Delta Cephei v rámci 4% odchylky: 273 parseků (890 světelných let). Opětovná analýza údajů z Hipparca zjistila větší paralaxu než dříve, což vedlo k přepočtení na kratší vzdálenost 244 ± 10 pc, což odpovídá 800 světelným letům.
Měření radiální rychlosti Delta Cephei odhalilo přítomnost malé spektroskopické doprovodné hvězdy na šestileté oběžné dráze kolem Delta Cephei A. Hmotnost tohoto společníka je asi jedna desetina hmotnosti Delta Cephei a při průchodu pericentrem se přiblíží na vzdálenost 2 AU . Přítomnost tohoto společníka bude muset být vzata v úvahu při měření paralaxy (vzdálenosti) sondou Gaia. Vzdálenější vizuální společník Delta Cephei C (HD 213307) může být také spektroskopická a astrometrická dvojhvězda.
Předpokládá se, že hvězdy tohoto typu vznikají s hmotami 3–12krát větší než Slunce, a poté projdou hlavní posloupností jako hvězdy typu B. S vodíkem spotřebovaným v oblasti jejich jádra tyto nestabilní hvězdy nyní procházejí pozdními fázemi jaderného hoření. Odhadovaná hmotnost Delta Cephei, odvozená z barevného indexu, je 4.5 ± 0.3 hmotnosti Slunce. Pro srovnání je hmotnost odvozená z evolučních modelů 5.0 - 5.25 hmotnosti Slunce. V této fázi jejího vývoje se vnější vrstvy hvězdy rozšířily v průměru na 44,5násobek obvodu Slunce.

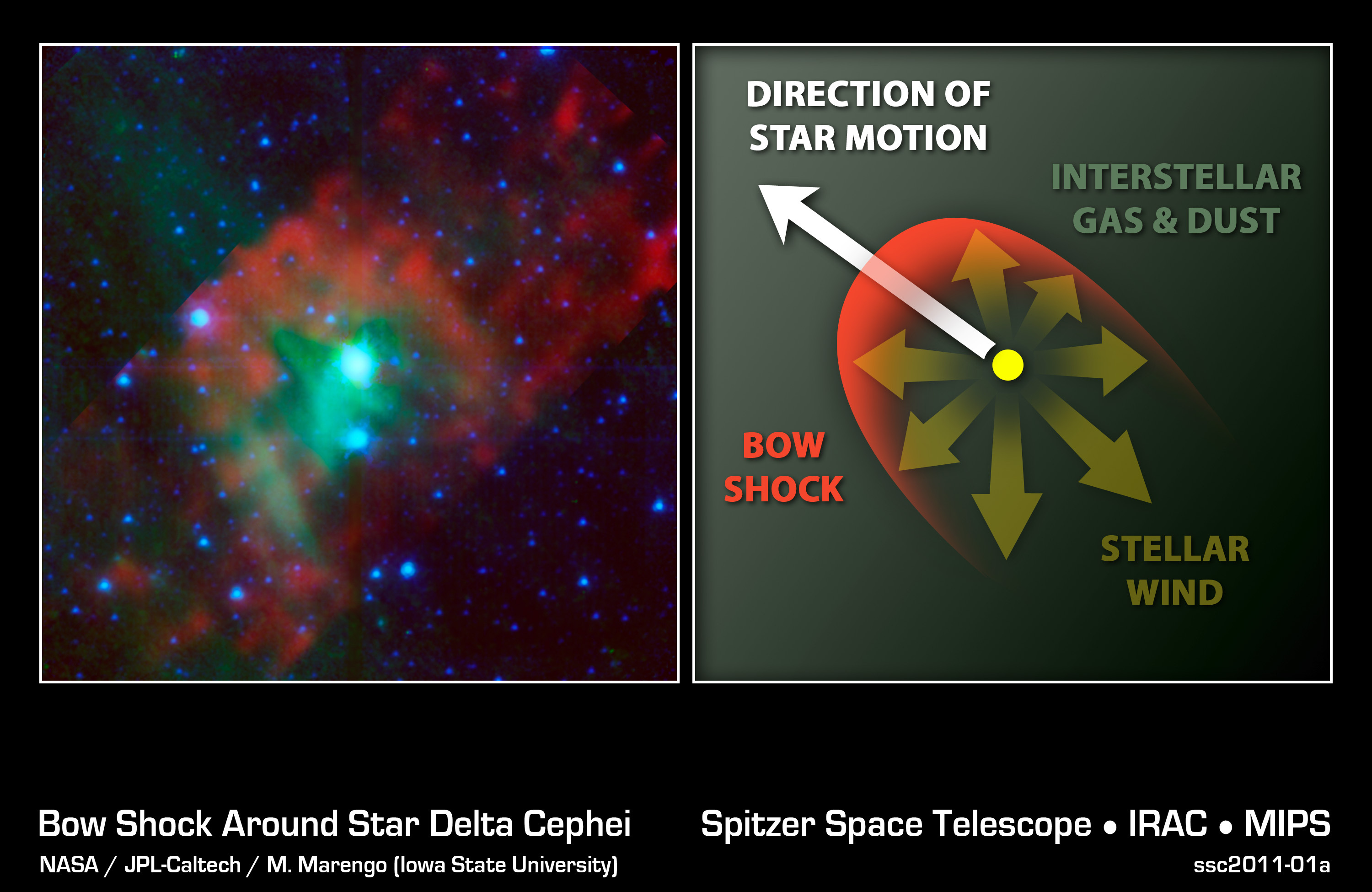
Tzv. příďový šok kolem Delta Cephei

Delta Cephei vyzařuje kolem 2 000krát více světla než Slunce z vnější atmosféry. To vytváří silný hvězdný vítr, který v kombinaci s pulzacemi a šoky v atmosféře hvězdy spaluje hmotu rychlostí (1.0 ± 0.8) × 10−6 sluneční hmotnosti za rok neboli ekvivalent hmotnosti Slunce zhruba každý milion let. Tato hmota uniká rychlostí asi 35 km/s. Výsledkem tohoto vypuzeného plynu je tvorba mlhoviny měřící asi 1 parsek napříč, se středem v Delta Cephei, a obsahující 0,07 – 0,21 sluneční hmoty neutrálního vodíku. V místě, kde hvězdný vítr naráží na okolní mezihvězdné prostředí, se vytváří tzv. příďový šok .
Relativní rychlost Delty Cephei vůči sousedním hvězdám je 13.5 ± 2.9 km s−1. Je pravděpodbnou součástí hvězdokupy Cep OB6, a proto může být přibližně stejně stará jako tato hvězdokupa: kolem 79 milionů let. V úhlové vzdálenosti 40 obloukových sekund od Delta Cephei je hvězda velikosti 7,5 s názvem HD 213307, nazývaná v podrobnějších hvězdných katalozích komponent C, která je viditelná v malých dalekohledech. Samotná HD 213307 je dvojhvězda s kombinovanou spektrální klasifikací B7 – 8 III – IV. Ohřívá hmotu vyhozenou hvězdným větrem Delta Cephei, což způsobuje, že hmota v okolí hvězdy vyzařuje infračervené záření.